# Royal Aircraft Factory F.E.8
Royal Aircraft Factory F.E.8 — английский одноместный биплан с толкающим воздушным винтом, применявшийся в период Первой мировой войны.
FE 8 был спроектирован в 1915 году и совершил первый полёт в октябре того же года. Самолёт был современником Airco DH.2 и имел схожие конструктивные характеристики, включая схему с толкающим винтом и одним пулемётом Льюиса. Необычность конструкции заключалось в обширном использовании стальных труб и бронировании нижней части гондолы. Самолёт приводился в движение ротативным двигателем Гном Monosoupape мощностью 100 л. с. с четырёхлопастным винтом. Машина достигала скорость в 158 км/ч, что по тем временам являлось хорошей скоростью. Производство велось на заводах Vickers Limited в Британии и Darracq во Франции. Из-за сложностей производства фронтовые эскадрильи получили самолёты только летом 1916 года. В феврале 1916 года в Госпортe были сформированы 40 и 41 эскадрилья состоящие из этих машин, но из-за задержки поставок 40 эскадрилья была отправлена во Францию только в августе, а 41-я начала получать самолёты в сентябре и была не боеспособна до октября. Так же эти самолёты частично использовали 5 и 29 эскадрильи.
FE 8 внёс свой вклад в воздушное господство Антанты в конце 1916-го — начале 1917-го года. С сентября 1916-го по март 1917-го 40-я эскадрилья имела на своём счету 23 победы, а в период с января по июнь 1917 года она одержала 18 побед. В начале 1917 года, с появлением множества немецких скаутов с тянущим винтом Albatros D.III и Halberstadt D.II, становится очевидным сильное отставание самолётов построенных по схеме с толкающим винтом. 7 марта FE 8 из 40-й эскадрильи пробивают топливный бак самолёта Манфреда фон Рихтгофена, в результате чего красный барон совершает вынужденную посадку, а 9 марта эскадрилья Рихтгофена Jasta 11 берёт реванш, уничтожая шесть из девяти FE 8. Через несколько дней после этого разгрома в эскадрилью стали поступать самолёты Nieuport 17, пилоты 41-й эскадрильи были вынуждены использовать сильно устаревшие FE 8 вплоть до июля 1917 года. Некоторое число самолётов были отправлены в учебные эскадрильи в Британии, но и там они долго не задержались.